# Unimaverse
Unimaverse è un album musicale del gruppo folk spagnolo Rare Folk, pubblicato nel 2001 dall'etichetta Fusion Art.

## Tracce
1. D´Jarama
2. Nemo
3. Buba Kiff
4. L´Avionetto
5. Uelis no Rest
6. Montañés
7. Cromatic Circus
8. Toubap
9. Nu
10. Xarit
11. Reka Wor
12. Panoramix
13. Sambala
14. Groove Rare